# Barmer Mühlengraben
| Zuläufe und Bauwerke \| Barmer Mühlengraben \| Barmer Mühlengraben \| Barmer Mühlengraben \| \| ----------------------------- \| ------------------- \| ---------------------------------- \| \| Legende \| \| \| \| \| \| Abzweig von der Wupper \| \| \| \| \| \| Bundesstraße 7 \| \| \| \| \| \| \| \| Westkotter Bach \| \| \| \| Neuapostolische Kirche Barmen \| \| \| \| \| \| Wuppertaler Brauhaus \| \| \| \| \| \| Rathaus Barmen \| \| \| \| \| \| \| \| \| \| Bergische Synagoge,Gemarker Kirche \| \| Leimbach \| \| Alter Markt \| \| \| \| St. Antonius \| \| Christuskirche \| \| \| \| \| \| Barmer Gesamtschule \| \| \| \| \| \| \| \| \| \| \| \| \| \| \| \| \| \| \| \| \| \| \| \| \| \| \| \| \| \| \| \| \| \| Wupper \| \| \| |  |                                    |
| Barmer Mühlengraben |  |                                    |
| Legende |  |                                    |
| |  | Abzweig von der Wupper             |
| |  |                                    |
| Bundesstraße 7 |  |                                    |
| |  |                                    |
| Westkotter Bach |  |                                    |
| Neuapostolische Kirche Barmen |  |                                    |
| |  | Wuppertaler Brauhaus               |
| |  |                                    |
| Rathaus Barmen |  |                                    |
| |  |                                    |
| |  | Bergische Synagoge,Gemarker Kirche |
| Leimbach |  | Alter Markt                        |
| |  | St. Antonius                       |
| Christuskirche |  |                                    |
| |  | Barmer Gesamtschule                |
| |  |                                    |
| |  |                                    |
| |  |                                    |
| |  |                                    |
| |  |                                    |
| |  |                                    |
| |  |                                    |
| |  |                                    |
| Wupper |  |                                    |

Der Barmer Mühlengraben ist ein 2,66 Kilometer langer, fast vollständig verdolter Wassergraben im Zentrum des Wuppertaler Stadtteils Barmen.

## Lage und Verlauf
Der Barmer Mühlengraben zweigt im Ortsteil Wupperfeld zwischen der Brändströmstraße und dem Pfälzer Steg bei einem Wehr rechtsseitig von der Wupper ab und verschwindet unmittelbar in einer Verdolung. Unterhalb der Wohnbebauung durchfließt er die Barmer Innenstadt, bekommt Zufluss vom Westkotter Bach, fließt in Höhe des Wuppertaler Brauhauses kurz oberirdisch und verschwindet bei dem Rathaus Barmen wieder in einer Verdolung und unterquert dessen neueren Verwaltungstrakt.
Nachdem er an der Bergischen Synagoge und der Gemarker Kirche vorbeigeflossen ist, bekommt er Zufluss vom Leimbach. Anschließend unterquert er den Steinweg, die Kirche St. Antonius, die Christuskirche, weitere Wohnbebauung und die Gesamtschule Barmen.
Dort kommt der Graben zweimal kurz an die Oberfläche und fließt im Ortsteil Loh in Unterbarmen kurz vor der Schwebebahnstation Loher Brücke wieder in die Wupper zurück.

## Geschichte
Der Mühlengraben, dessen genaue Entstehungszeit nicht überliefert ist, ist mittelalterlichen Ursprungs. Die Forschung geht davon aus, dass es sich bei dem Graben zunächst um einen natürlichen Seiten- oder Totarm der Wupper gehandelt hat, der zu einem Ober- und Untergraben der 1336 erstmals erwähnten Barmer Mühle erweitert wurde. Die Barmer Mühle war eine von drei herzoglichen Bannmühlen im Amt Beyenburg, zu dem Barmen zwischen 1399 und 1806 gehörte, und lag in Höhe der heutigen Bergischen Synagoge.
Die Barmer Linie der Bergischen Landwehr überquerte in Höhe des Alten Markts den Mühlengraben.
Auf dem Gelände, das sich zwischen dem Seitenarm und der Wupper aufspannte, lagen die 1466 erstmals erwähnten Hofschaften Dörner Hof (herzoglicher Oberhof Barmens) und Werth. Der Name „Werth“ bezeichnet als Toponym für eine Flussinsel die Lage des Hofes zwischen den beiden Wasserläufen. Ab dem 16. Jahrhundert entwickelte sich auf der Grenze zwischen den beiden Hofschaften das Dorf Gemarke, der Siedlungskern der späteren Großstadt Barmen.
Bis zum Ende des 19. Jahrhunderts floss der Mühlengraben fast vollständig oberirdisch, wurde dann mit dem Wachsen Barmens zur Industriestadt zunehmend mit Gewerbebetrieben und vor allen Wohnhäusern überbaut.

## Heutige Situation
Der Mühlengraben führt im Anfangsbereich nur bei hohen Wasserstand der Wupper noch Wasser. In dem Abwasserkonzept der Stadt Wuppertal ist er vor allem als Vorfluter und Sammler für Niederschlagswasser in Nutzung. Daher wurde die Gewässereigenschaft 2005 vom Beginn bis zur Bachstraße amtlich aufgehoben.